# 水着フェティシズム

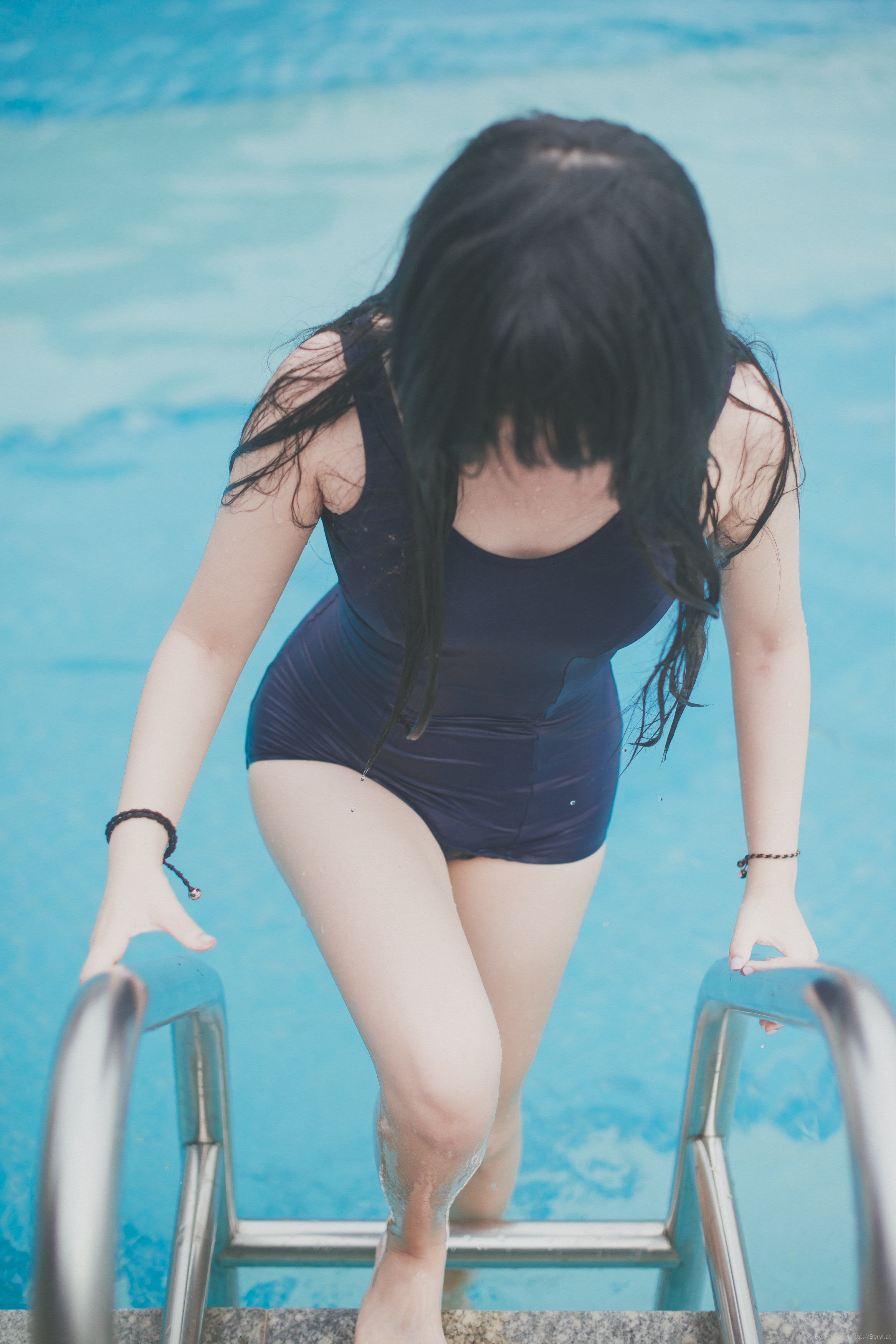
スクール水着

水着フェティシズム（みずぎフェティシズム）とは、フェティシズムの一種。

## 概要
一般的に水着は肌の露出が非常に多く、身体に密着して体形がそのまま現われる。このため、性欲の対象としての他者の身体の存在を強調、もしくは暗示するものであり、フェティシズムの対象となりうる。また、水着にはナイロンやスパンデックスのような化学繊維が用いられ、人工的な肌ざわりを持つと共に身体に対する拘束感を有することによる独特の着用感があるため、水着それ自体に対するフェティシズムも成立する。さらに、男性が女性用のものを着用する場合、あるいは女性が男性のものを着用する場合は、異性装の要素も有する。

## 詳細

### 競泳水着フェティシズム

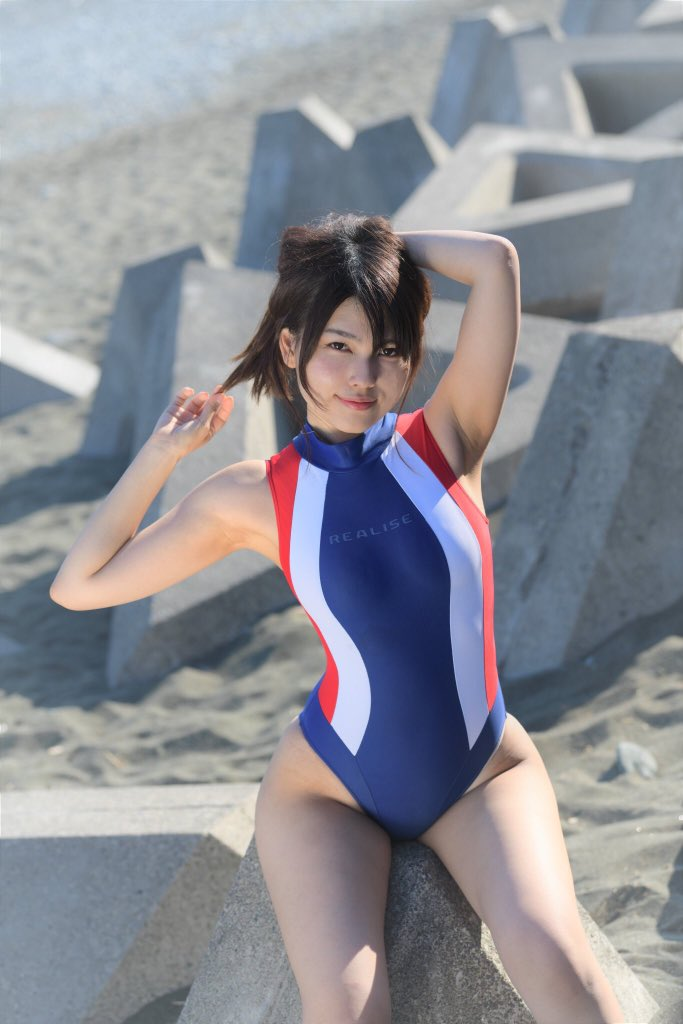
競泳水着コスチューム（REALISE、モデル：小林マイカ）

競泳水着は身体に強く密着するため、ボディーラインが強調され、性欲の対象としての他者の身体を引き立たせるため、他者の身体の存在を強調または暗示するものとして、フェティシズムの対象となり得る。男性の性欲の対象としての、競泳水着を着用した女性の写真集が、ひとつのジャンルを形成するまでになっている。この場合は、性欲の究極の対象は水着ではなく他者の身体であり、その存在を強く示す、ハイレグなど身体の露出度の大きい水着が好まれることが多い。
また、競泳水着それ自体を対象とするフェティシズムも存在する。この場合は性欲の対象としての他者の身体は必要とせず、水着そのもの、あるいは水着を着用した自らの身体が性欲の対象となるものである。競泳水着には体型を補正し競泳時の水の抵抗を抑えるため、強い拘束感を伴うものが多い。とりわけ、ワンピースタイプの女性用競泳水着は、容易に脱ぐことができず、胸部や股間に強い拘束感を与える。また、競泳水着は皮膚に強く密着し、さながら「第二の皮膚」のように着用者に強い一体感を持たせる。このことから、拘束感を求めるフェティシストにも愛好される。この場合は前者の場合と異なり、全身水着のような、身体の露出度の小さいものが好まれる傾向にある。この場合は、全身タイツフェティシズム、ラバーフェティシズム、レオタードフェティシズムに近縁性をもつものと言える。
REALISE、PHARFAITE、LEOHEXといった、フェチ専門の競泳水着ブランドも存在する。

### 競パンフェティシズム
男性用水着である競泳用パンツ（競パン）を対象とするものであり、主として男性の同性愛者（ゲイ）が中心である。例として、競パンを着用した男性に性的興奮を感じるものがある。競パンの中でも、「ブーメランパンツ」と呼ばれるものが主な対象である。男性の性行為において競パンを穿いて行うこともあり、ときには演出のために水泳用ゴーグルを首にかけたりすることもある。ゲイビデオでもこの種のものが制作されている。
一方、異性愛者の女性の間でも、競泳用パンツ着用男性に対するフェティシズムが見られることがある。あるいは女性による同性愛の男性に対する興味の一環として、同様の嗜好が見られることがある。

### スクール水着フェティシズム
スクール水着、とりわけ女性用のそれは、男性にとって幼年期から思春期の女性の存在を暗示するものであり、ブルマやセーラー服と同様に、フェティシズムの対象となる。スクール水着を着用した女性の写真が流通すると共に、女子学生が着用した中古スクール水着は、いわゆるブルセラ店で高値で取引されている。
また、異性装やコスプレの一環として、女性用のスクール水着を着用する男性もいる。成年女性にスクール水着を着用させ、思春期の恋愛を想起させるプレイを楽しむ男性もいる。